# ムック (キャラクター)
ムック（1973年4月2日 - ）は、フジテレビの子供番組『ひらけ!ポンキッキ』を初めとする様々なフジテレビ系番組に主として着ぐるみの形で登場するキャラクター。設定上、北極近くの島で生まれた雪男（イエティ）の男の子で、年齢は永遠の5歳、身長は185cm、体重は110kgとされる。
誕生日である4月2日は『ひらけ!ポンキッキ』の放送が開始された1973年4月2日に由来する（「正確な誕生日は不明だが、テレビで日本のお友達に初めて会った日を誕生日にしている」という設定）。

## 概要

### キャラクターについて
体は毛むくじゃらで赤色、球状の目が飛び出ている。黒目部分は眼球の中に黒い玉が入っており、ムックが動くと黒目も揺れる。重力で黒い玉が常に眼球の下にあるので、下を向いているように見える。恐竜のガチャピンとコンビを組む（初期の設定ではガチャピンとは師弟関係であった。ムックが弟子）。性格はのんびり屋で慎重派、「○○であります」「○○ですぞ〜」と子供らしからぬ口調で話す。また食いしん坊で、大きな口を開けて食べ物を口に入れる姿がユーモラス。頭の上にプロペラがあり、雪国生まれで暑さに弱いことから日本の気候に対応するために体を冷やすものとされている。日本ソフト映像倶楽部社長の片桐襄二が原案・デザイン。ビートルズのジョン・レノンがモデルだという説もあった（相方のガチャピンのモデルがポール・マッカートニーであるという説と合わせて、この説は都市伝説と化しているが、根拠はない）。一人称は「わたくし」（2014年3月までは「私」と使うことが多かったが、同年4月以降は「わたくし」で統一されている）。
自己紹介時のツカミに「ムクムクのムックですぞ〜」というものがあり、使用頻度はそこまで高くなかったが、「ガチャピンちゃんねる【公式】」の2018年9月28日に投稿された動画以降、多用されるようになった。

### 担当声優

#### メイン
- 石山かつみ（現：石山勝巳）（初代・1973年 - 1977年）
- 松田重治（2代目・1977年[1]～2014年3月[2]）
- 不詳（男性声優によるもの）（3代目・2014年4月[2]- ）

#### その他
- 矢沢邦江（現：雨宮玖二子）（パイロット版[3]）
- 千葉繁（代役・時期不明[注 2]）
- カール北川（代役・時期不明[注 2]、ブルームックの声・2016年[4][5]）
- 吉咲みゆ（『けものフレンズ3』・2022年）※コラボレーション企画。同作品に合わせフレンズ化（擬人化）された状態で登場した[6]。

### 「ポンキッキ」シリーズでの活躍
『ひらけ!ポンキッキ』放送初期では「船長（キャプテン）」が北極から連れてきたという設定で、ガチャピンと競うコーナーがあった。現在は、様々なスポーツに挑戦するガチャピンの応援役にまわっている事が多いが、『ポンキッキーズ21』にてピアノやドラム、ダンスなど、音楽に関する特技を持っている事が明らかになり、石川直とのマーチングドラム共演や、ビヨンセの楽曲「CRAZY IN LOVE」をバックに、ガチャピンと共にPVさながらのダンスを披露した事もある。番組の1コーナー「爆チュー問題の部屋」では、ムックに類似したキャラクターが登場する話が2話あった（「黄金のムック現る」「ムックロボB発進!」）。2007年1月 - 3月の間『ポンキッキ』内にて「食いしん坊ムックの日本全国食べ歩き」というコーナーをもったことがある。

### ブロガー
2006年7月からフジテレビKIDSクラブ公式サイト内で開始されたガチャピンのブログでは、たまに代役でブログ担当する事がある。また書籍『ガチャピン日記』では「ムムムムムムムムム日記」（ムが9=“ムック”の意）などの付録ページを持っている。2008年11月、ガチャピンとダンテ・カーヴァーによるヒマラヤ山脈のヤラピーク登頂の際には留守番としてブログ更新し、毎回ガチャピン達の状況を伝えた。
2012年4月よりFacebookページ「フェイスムック?」を開始。2018年4月2日、自身のFacebookアカウントとブログにおいて最後の投稿を行い更新終了を宣言した。

### 別個体
ブルームク
青いムック。別次元のブループラネットから来たという設定。青い鬼の子供で頭上のプロペラは危険を知らせるセンサーの機能を持ち、また頭にごく小さい2本の角があるらしい。2011年3月よりUQ WiMAXのCMに出演。CMでは、ピンクガチャ（mobileのみで、WiMAXではブルーガチャ）と夫婦という設定。声優は一時期、ムックの代役声優であったカール北川が声を当てている。

## 出演

### レギュラー出演番組
（※特に表記のないものはフジテレビ系）。
- ガチャムク（BSフジ、2018年7月8日 - ）[9]
- 芸能人が本気で考えた！ドッキリGP（2018年11月10日 - 、ガチャピンが考案した「秒でムック」のコーナーに出演。）※不定期出演

#### 過去
ポンキッキシリーズ
- ひらけ!ポンキッキ
- ポンキッキーズ（フジテレビ系→BSフジ）
- ポンキッキーズ21
- ポンキッキ（フジテレビ系→BSフジ）
- Beポンキッキ（BSフジ）
- beポンキッキーズ（BSフジ）

派生番組
- チルドレンタイムシリーズ（CSフジテレビ721）
- チルドレンタイムSP（KIDSワークショップ、サタキッズLIVE）（フジテレビ721）
- 東京キッズクラブ（BSフジ）
- ガチャピンClub（BSフジ）

過去のレギュラー番組
- ガチャガチャポン!
- 体操の時間。 ※不定期出演
- ガチャピン・ムックのパジャマDEナイト（ニッポン放送）
- じゃじゃじゃじゃ〜ン!（2018年10月13日 - 2020年9月）※不定期出演[10]

### ゲスト出演
ガチャピンと共に、フジテレビをはじめ各局のテレビ番組・ラジオ番組、各種イベントなどにゲスト出演している。
- 1976年の『FNS歌謡祭』にガチャピンと一緒に子門真人（『およげ!たいやきくん』）の応援で出演した。
- 1990年3月31日の『夢で逢えたら』で内村光良出演のコントにガチャピンと共に出演した。
- 1992年5月5日にNHK『おかあさんといっしょ』のコンサートにガチャピンと共にゲスト出演、にこにこぷんのキャラクターと共演した事がある。
- 1996年の『タモリの超ボキャブラ天国』にガチャピンと共にドリームチームとしてゲスト出演、ボキャブラネタを披露した。
- 1999年より放送されたアニメ『デジモンアドベンチャー』第35話では、ガチャピン・Pちゃんとともに現実世界に現れたバケモンを殴っていた。
- 2006年8月30日の『トリビアの泉 ～素晴らしきムダ知識～』では、ガチャピンと共に「影ナレ」を務めた。
- 同年11月1日の『ザ・ベストハウス123』ではプレゼンターとして登場。「ムックが選ぶガチャピンチャレンジベスト3」をプレゼンし、ベストハウス図鑑に掲載されることが決定した。
- 2007年6月7日に開催されたムックのライブイベントにゲスト出演。「自分と同じ名前のバンドがいると知って、インターネットでチェックしていた」と存在を知っていたことを明かし、同バンドのシングル曲「フライト」をバンドメンバーと共に熱唱した。ちなみにこのバンド名もキャラクターの「ムック」に由来している。
- 2007年8月29日の『アイドリング!!!』（フジテレビ721・739）にVTRで出演。ガチャピン・ムックとアイドリング!!!のコラボレーションでCDシングル「ポンキッキメドレー2007」を9月26日に発売すると発表。CDシングル発売の告知の途中および終了後に「ズミさん～」「江渡ちゃん～」「フォンチー」とメンバーの名前を叫んでいた。その後、2007年9月17日 - 9月21日のアイドリング!!!で「ポンキッキメドレー2007」がオープニング曲としてアイドリング!!!と一緒に出演した。
- 2008年の『脳内エステ IQサプリ』にガチャピンと共に出演。かつて『ポンキッキ』で共演していたウエンツ瑛士に対して「まあ、せいぜい頑張りなさいよ」と突き放した発言をし「最下位は誰だと思う?」と聞かれた際「ウエンツ」と即答するなどの発言に、出演者に「こんな毒舌キャラだったっけ？」と言われた。
- 『笑っていいとも!』オープニングにゲスト出演した際に、次のコーナーであったテレフォンショッキングのトーク中に抜けた体毛が発見された。
- 2009年1月10日の『あつまれ!キッズソング50～スプー・ワンワン　宇宙の旅～』（NHK教育テレビジョン）でも、ガチャピンと共にゲスト出演、にこにこぷんのキャラクターと16年8ヵ月ぶりの再会を果たしている。
- 2010年4月5日の『笑っていいとも』のテレフォンショッキングにガチャピンの付き添いとして出演した。
- 2010年7月には、同月に発売されたレースゲーム『ModNation 無限のカート王国』の宣伝大使にガチャピンと共に就任。記者会見では、ムックが普段ガチャピンにひどい仕打ちを受けているとして不満を爆発させ、ガチャピンに反旗を翻す場面も見られたが[11]、3度に渡るレース対決を経て最終的に和解している。[12]
- 2011年2月27日の東京マラソン2011テレビ放送でレポーターを務めた。
- 2017年12月21日より、スマートフォン向けゲーム『グランブルーファンタジー』にガチャピンとムックが登場。合わせて、コラボしたTVCMが放送された。以降は定期的にゲーム内に登場するようになる。2019年12月にはガチャピンとムックをメインにしたコラボイベント「ガチャピン・ムックのあおぞらものがたり」が開催された[13]。
- 2018年5月12日放送の『土曜プレミアム・世にも奇妙な物語'18春の特別編』中のショート奇妙「城後波駅」にガチャピンと共にドラマ初出演した。ポンキッキーズ終了後の久々のテレビ出演でもあった。
- 2019年9月10日より、茨城県の農産物の魅力を発信するキャンペーン「茨城は、かじってみなくちゃ、わからない!ガブリシャス!イバラキ!」のインフォマーシャルにガチャピン、「いばらき大使」を務める史上最年少野菜ソムリエプロの緒方湊とともに出演、『ノンストップ!』などの関東ローカル枠で放送されているほか、フジテレビオンデマンド（FOD）や、同県のインターネットテレビ・いばキラTVのYouTube版にて配信されている[14]。
- 2019年12月14日・21日早朝に放送のアニメ『ぼのぼの』にガチャピンとともに2週連続で登場、自ら声優も担当する[15]。
- 2021年10月9日の『土曜プレミアム・TEPPEN2021秋』に単独で出演、ピアノに挑戦[16]。
- 2021年12月31日の『第72回NHK紅白歌合戦』に三山ひろしの「浮世傘 〜第5回けん玉世界記録への道〜」の挑戦者の1名として単独で出演。
- 2023年8月8日放送のTBS系『ラヴィット!』にゲスト出演した[17][18]。
  - 上記出演が、『ラヴィット!』の同年の名シーンを表彰する「MWL」で第3位にランクインしたことを記念して、同年12月26日の『ゴールデンラヴィット!』にも出演[19]。その際、同番組MCの川島明が『オールスター感謝祭2023春』で優勝した際の賞金100万円をかけたチーム対抗戦の「MCチーム」として、感謝祭名物の「心臓破りの坂」をリレーで走る対決に、ガチャピン、ラッピー（『ラヴィット!』のキャラクター）の3体で参戦。着ぐるみということで30秒のハンデが与えられたものの、川島曰く「ムックが想定の10倍速かったんですけど」という快足ぶりを見せ、こちらも快足のガチャピン、そしてラッピーは足が短いハンデはあったが大量リードを守り切り優勝。川島の賞金を取り戻すことに大きく貢献した。
- 2023年12月5日・12日のNHK Eテレ『天才てれびくん』30周年記念パーティーにガチャピンと共に出演。
- 2024年1月発売の『龍が如く8』にガチャピンと共に出演[20]。
- 2024年4月2日、51回目の誕生日を迎えたことを記念して、TBS系『ラヴィット!』、フジテレビ系『ぽかぽか』、日本テレビ系『金のツカミ 2時間SP』に出演する。なお、日本テレビ系列の番組に出演するのは今回が初めてとなる[21]。
- 2024年4月24日（23日深夜）のテレビ東京『あのちゃんの電電電波♪』にガチャピンと共に出演。テレビ東京の番組に出演するのは今回が初めてとなる[22][注 3]。
- 2024年7月29日、9月9日放送の日本テレビ系『月曜から夜ふかし』にガチャピンと共に出演[23][24]。
- 2024年10月4日放送、TBSテレビのバラエティ番組『ハマダ歌謡祭 秋SP』にガチャピンと共に出演[25]。
- 2024年10月20日、日本テレビ系バラエティ番組『行列のできる相談所』にガチャピンと共に出演[26]。
- 2024年12月22日、テレビ朝日系のバラエティ番組『みんなテレビ』にガチャピンと共に出演[27]。

### CM・広告
- 日産自動車「セレナ」（2008年） - ガチャピンと共演
- セシール『Smart Heat』（2010年） - 宣伝部長（イメージキャラクター）就任[28]
- モスフードサービス「モスワイワイセット」（2011年） - ガチャピンと共演
- UQコミュニケーションズ（2011年 - 2021年）
- カルチュア・コンビニエンス・クラブ「TSUTAYA」（2011年）
- TBC（2013年） - 脱毛を促す「ムッコちゃん」役。坂田梨香子、ローラと共演[29]
- 明治「果汁グミ」（2014年） - ガチャピン、トリンドル玲奈と共演
- P&G「H&s」（2015年） - ガチャピンと共演
- Cygames『グランブルーファンタジー』（2017年12月 - ） - ガチャピンと共演
- 日本マクドナルド「チキンマックナゲット」（2018年 - 2019年） - ガチャピン、怪盗ナゲッツ、みちょぱと共演
- 日本損害保険協会「運転する人、運転しない人」篇（2019年） - ガチャピンと共演
- 茨城県「茨城は、かじってみなくちゃ、わからない!ガブリシャス!イバラキ!」（2019年9月） - ガチャピン、野菜ソムリエ・緒方湊と共演
- 日本スポーツ振興センター BIG『あの人もBIG ガチャピン・ムック篇』（2019年） - ガチャピン、石田ゆり子と共演。WEB限定でインタビュー動画「ムックさんのBIGな告白」も公開[30]
- 東京消防庁（2020年 - ） - ガチャピンと共演
- ピザハット『ピザ全品30％50％OFF』篇、『MY BOX（マイボックス）』篇（2021年3月 - ） - カズレーザーと共にブランドアンバサダー就任[31][32]
- TVer（2022年2月 - ） - ガチャピンと共演
- パーソルホールディングス「話そう！パーソル」篇（2022年3月） - 内村光良、ガチャピンと共演
- Uber Eats（2022年） - 葉加瀬太郎と共演[33]。
- 東京都帰宅困難者対策条例 一斉帰宅抑制キャンペーン『STAY for SAFETY』（2023年3月 - ） - ガチャピンと共演[34]
- セブン&アイ・ホールディングス「アリオ」（2023年6月 - ） - ガチャピンと共演
- AIG損害保険「ガチャピン・ムックのめざせ！ドライブマスター」篇（2023年9月 - ） - ガチャピンと共演
- 住宅情報館（2023年11月 - ） - ガチャピンと共演
- 中小企業のチカラ『中⼩企業からニッポンを元気にプロジェクト』[35]

## 関連グッズ
- ファッションブランド「コムサ・デ・モード」よりガチャピン・ムックの2人をそれぞれ黒・白のキャラクターにしたグッズ「モノガチャピン・ムック」が販売されている。
- Tシャツブランド「ice-mix」より、ムックの体をあしらったデザインのコラボパーカー「ムックパーカー」が販売されている。
- 2005年12月にタツノコプロ制作のSFアニメ科学忍者隊ガッチャマン公認のパロディキャラクター科学忍者隊ガッチャピンがキャラクターグッズとしてリリースされ、ムックに似た「ムックン博士」が登場している。
- 2006年冬、タワーレコードがウィンターセールのキャンペーンキャラクターとしてガチャピン・ムックを起用し、コラボグッズが販売された。その一環にガチャピン・ムックが各地で一日店長・店員をつとめ、また店内インフォメーションDJやダンスステージなどのイベントが行われた。
- 2007年7月14日 - 9月2日にかけ『お台場冒険王』のサテライトイベントとして、東京ジョイポリスに『ジョイポリスカフェ produced by ガチャピン・ムック』を設置。日によってガチャピン・ムックの来店イベントも行われた。
- 2007年9月14日、学習研究社と幼稚園・保育園業界への共同企画を始める。教材や教師服、運動会関連グッズなどの発売を開始。
- 2007年9月26日、ガチャピン・ムックとアイドリング!!!のコラボレーションでCDシングル「ポンキッキメドレー2007」を発売。
- 2008年10月より、谷川俊太郎作『ガチャピンとムックのものがたり』（扶桑社）3部作絵本プロジェクトを刊行開始。
- 2009年1月より、子供向け絵本『とびだせ！ガチャピン　～ムックはかせのはつめいひん～』（学研）を発売。
- 2014年2月4日、ファミリーマートから中華まん「ムックまん」（50万食限定）が発売されていた[36]。

## 書籍
- ガチャピン日記（メディアファクトリー）
- ガチャピン・ムックのゆっくりゆったり東京散歩（ワニブックス）
- ガチャピン&ムックの中国語教室（小学館）
- ガチャピン・ムック グッズ大図鑑（扶桑社）
- とびだせ!ガチャピン〜ムックはかせのはつめいひん〜（学研）